# 墨西哥湾暖流 (佛罗里达州)
墨西哥湾暖流（英語：Gulf Stream），是美国佛罗里达州下属的一座城镇。建立于1925年。面积约 为2.2平方公里（约合0.8平方英里）。根据2010年美国人口普查，该市有人口786人。论人口在本州排行第 343。